# 12-Krone-4
[12]Krone-4 ist eine chemische Verbindung aus der Gruppe der Kronenether.

## Gewinnung und Darstellung
[12]Krone-4 kann durch Cyclisierung von Tetraethylenglycol mit Lithiumhydroxid gewonnen werden.
Ebenfalls möglich ist die Synthese durch Reaktion von Ethylenglycol mit 1,8-Dichlor-3,6-dioxaoctan in Gegenwart von Lithiumperchlorat und Natriumhydroxid sowie Dimethylsulfoxid als Lösungsmittel.

## Eigenschaften
[12]Krone-4 ist eine farblose Flüssigkeit, die löslich in Wasser ist. Mit Lithium-Ionen bildet es Komplexe, da das Ion mit seiner Größe von 120 pm sehr gut in das Innere der Verbindung passt.